# 北川めぐみ
北川 めぐみ（きたがわ めぐみ、1946年1月17日 - ）は、日本の女優。本名は北川 恵美。東京都目黒区出身。特技はバレエ、日舞、三味線、ゴルフ。

## 来歴・人物
武蔵野女子学院高校卒業。
1963年に俳優座養成所に第15期生として入団。同期に林隆三、前田吟、浜畑賢吉、村井国夫、竜崎勝らがいた。1964年の日本講道館柔道の創始者・嘉納治五郎を主人公にしたテレビドラマ『柔』でデビュー、続篇の『柔一筋』にも続けて清純な娘役で出演した。この作品は美空ひばりが歌った同名の主題歌「柔」が大ヒットするなど人気を集めた。以後、映画、ドラマ、舞台、モデル、ナレーターなど幅広く活躍している。1971年に俳優座を辞めフリーとなった。1980年頃に、芸名を北川恵に改名していた時期もある。

## 出演

### テレビドラマ
- 柔（1964年10月27日 - 1965/4月13日、YTV / 日本電波映画）
- 柔一筋（1965年4月27日 - 9月28日、YTV / 日本電波映画）
- チャコちゃん（1966年2月3日 - 1967年3月30日、TBS / 国際放映）
- 木下恵介劇場 / 記念樹（1966年4月5日 - 1967年2月14日、TBS）
- 金曜時代劇 / 大岡政談　池田大助捕物帳（1967年、NHK） 第42話
- これが青春だ 第19話「明日の星」（1967年3月26日、NTV / 東宝） - 影山綾子
- おーい!わが家 第9話（1967年5月27日、CX）
- ライオン奥様劇場 / 女のいのち（1967年、CX）
- ブラザー劇場 / 新吾十番勝負（1967年、TBS / 松竹テレビ室）第34話「地獄の剣光」- 弥生
- チャコとケンちゃん（1968年4月4日 - 1969年3月27日、TBS / 国際放映）
- テレビ映画 / ひとシリーズ独り泣くひと（1968年11月4日 - 12月13日、ABC） - 主演
- 仇討ち 第14話「難波村の仇討ち」（1969年1月1日、TBS） - お妙
- 五人の野武士 第24話「黄金」（1969年3月18日、NTV / 三船プロ） - 加代
- フジ三太郎 第30話サボテン山に進路をとれ」（1969年5月18日、TBS）
- 銀河テレビ小説 / 今日のいのち（1969年6月23日 - 7月4日、NHK）
- ジャンケンケンちゃん（1969年4月 - 1970年2月、TBS / 国際放映） - 二宮先生（全48話中12話に出演）
- 炎の青春（1969年5月12日 - 1969年7月14日、NTV / 東宝） ‐ 林良江（全10話中8話に出演）
- 東京バイパス指令 （NTV / 東宝 / 国際放映）
  - 第35話「幽霊船」（1969年7月4日）
  - 第45話「完全アリバイ」（1969年9月12日）
- 新平四郎危機一発 第4話「夢は凍っていた」（1969年10月22日、TBS）
- 鬼平犯科帳第1シリーズ※松本幸四郎版 （NET / 東宝）
  - 第4話「蛇の眼」（1969年10月28日）- おもと
  - 第30話「盗法秘伝」（1970年4月29日）- おもよ
- 花くれない（1970年3月6日 - 9月25日、KTV / 宝塚映画） - 百姓娘・ヒナ
- 女殺し屋 花笠お竜 第7話「合言葉は忠治好みの女」（1969年11月25日、東京12ch）
- 夫よ男よ強くなれ 第23話「やる気ならやってみてよ」（1970年3月5日）
- 右門捕物帖（NTV / 東宝）※中村吉右衛門版
  - 第14話「初祝い」（1970年1月3日）
  - 第17話「江戸番外侍」（1970年1月24日）
- 素浪人 花山大吉 （NET、東映）
  - 第69話「天国のおふくろが笑っていた」（1970年4月5日）
  - 第94話「お墓に小判が眠っていた」（1970年10月17日）
- ファミリー劇場 / わが青春のとき（1970年、NTV / 国際放映） 第2・3話
- まごころ（1970年4月16日 - 10月8日、ABC）
- 女三四郎・風の巻 第5話「爆発する竜神」（1970年10月31日、東京12ch / 大映テレビ室）
- おさな妻（1970年10月2日 - 1971年9月24日、東京12ch / CAL） - 綾部のり子
- わが命あり（1970年10月26日 - 1971年1月22日、CX） - 主演
- 銭形平次（CX、東映）
  - 第206話「心中屍体始末」（1970年） - お新
  - 第586話「壺振りのお駒」（1972年） - お駒
  - 第798話「御宿しもだや殺人事件」（1982年）
  - 第850話「死者は夜歩く」（1983年） - お光
- 遠山の金さん捕物帳（NET、東映）※中村梅之助版
  - 第17話「目にやきついた男」（1970年11月1日） - お美乃
  - 第38話「飛び出した女」（1971年3月28日） - お多加
- すし屋のケンちゃん（1971年3月 - 1972年3月、TBS / 国際放映） - 安川民江
- 軍兵衛目安箱 第9話「消えた侍」（1971年6月2日、NET） - 八重
- 人形佐七捕物帳※林与一版 第18話「死のかぞえ唄」（1971年8月7日、NET、東宝） - お小夜
- 怪奇十三夜 第9話「怪猫美女屋敷」（1971年8月29日、NTV） - お民の方
- 浮世絵 女ねずみ小僧 第7話「謎の尼寺 伝明院」（1971年11月13日、CX / CAL）
- ナショナル劇場/大岡越前 第2部 第28話「祝盃」（1971年11月22日、TBS / CAL） - お専
- 絵島生島（東京12ch / 歌舞伎座テレビ） 
  - 第11話「落花の賊」（1971年12月11日）
  - 第12話「あだし世」（1971年12月18日）
- 天皇の世紀 第12話「義兵」（1971年、ABC） - 武市瑞山の妻
- ミラーマン 第3話「消えた超特急」（1971年12月19日、CX） - 前田圭子
- 弥次喜多隠密道中 第18話「夫婦隠密 -四日市-」（1972年2月3日、NTV / 歌舞伎座テレビ）
- ママは花嫁・子持ち花嫁（1972年4月6日 - 1972年6月29日、KTV＝宝塚映画）
- 地獄の辰捕物控 第13話「お玉の声が波に散った」（1972年5月4日、NET、東映） - おふじ
- 花王愛の劇場 （TBS）
  - 月よりの使者（1972年8月28日 - 10月27日、CAL） - 主演
  - その時、妻は（1984年9月17日 - 11月2日、オフィスヘンミ）
- 島（1973年6月25日 - 9月14日、THK） - 主演
- ジャンボーグA 第25話「-グロース第1号作戦- チビッコどもを改造せよ」（1973年7月4日、MBS） - 謎の女（グロース星人）
- 旅人異三郎 第24話「渡世の義理に罠がしかけられた」（（1973年9月1日、12ch） - お絹
- 太陽にほえろ! 第71話「眠りの中の殺意」（1973年11月23日、NTV） - 神谷紀子
- 無宿侍 第13話「ふたり幻之介」（1973年12月29日、CX / 国際放映） - おふゆ
- イナズマン 第15話「影をくわれたお母さん」（1974年1月8日、NET） - 松本ノブコ
- アイフル大作戦 第56話「卒業式 サヨナラ涼子という女」（1974年5月4日、TBS）
- 乱れ雲（1974年7月1日 - 9月27日、CX） - 主演
- 右門捕物帖 第35話「おとし穴」（1974年11月27日、NET / 東映）※杉良太郎版
- 伝七捕物帳 第60話「呪われた相続人」（1975年‐2月18日、NTV） - お吉
- ご存知時代劇 / けんか安兵衛 第2話「死んだ男が歩く街」（1975年4月8日、KTV）
- 夜明けの刑事 第33話「仕組まれた縁談」（1975年6月11日、TBS / 大映テレビ）
- 非情のライセンス 第2シリーズ 第45話「洞爺湖に散った兇悪」（1975年8月14日、NET） - 諸口雪子
- 大非常線 第2話「誘拐プロフェッショナル」(1976年1月30日、NET / 東映）
- 破れ傘刀舟悪人狩り 第72話「闇に咲いた渡世花」（1976年2月10日、NET） - おすえ
- 遠山の金さん 第1シリーズ（NET / 東映）※杉良太郎版
  - 第50話「血染めの姉妹簪」（1976年9月16日） - お雪
  - 第71話「女騒動!うわなり打ち」（1977年2月17日） - おしの
- 必殺シリーズ（ABC / 松竹）
  - 新・必殺仕置人 第23話「訴訟無用」（1977年6月24日） - みよ
  - 必殺仕事人
    - 第26話「半吉は女の愛で立ち直れるか?」（1979年11月16日） - 荻野
    - 第54話 「呪い技怪談怨霊攻め」（1979年6月6日） - 菊乃
    - 第67話 「詣り技暗闇丑の刻重ね斬り」（1979年9月19日） - おまき

  - 必殺仕事人IV 第20話「主水、宮本武蔵の子孫と試合をする」（1984年3月16日） - おしま
  - 必殺仕事人・激突! 第18話「主水、釣友だちの恨みを晴らす」（1992年3月3日） - 片山於菊
- 桃太郎侍（NTV）※高橋英樹版
  - 第80話「罪つくりな遺言」（1978年4月23日） - お秋
  - 第125話「福の神だという女」（1979年3月11日） - 村瀬篠
  - 第173話「恋女房は人の妻」（1980年2月10日） - お夢の方＝おしま
  - 第215話「生みの親より育ての親か」（1980年11月30日） - おしの/綾乃
  - 第240話「桃太郎、命ぎりぎり」（1981年5月31日）
- 柳生一族の陰謀 第10話「血塗られた婚礼」（1978年12月5日、KTV） - 雪江
- 長七郎天下ご免! 第10話「浮かれて泣いた大漁節」（1980年1月10日、ANB） - 於美代
- 雪姫隠密道中記 第22話「鬼が巣喰う天下の険-箱根-」（1980年8月30日、MBS / S.H.P） - お仲
- 斬り捨て御免! （東京12ch / 歌舞伎座テレビ）
  - 第1シリーズ(1980年4月9日 - 9月24日) - 小笛
  - 第2シリーズ(1981年4月8日 - 9月16日) - おせん
- 新五捕物帳 第130話「たった一人の朝」（1981年1月6日、NTV / 、ユニオン映画）
- 加山雄三のブラック・ジャック 第８話「血がとまらない」（1981年3月5日、NET / 松竹 / 加山プロモーション）
- 影の軍団II 第14話「闇にきらめく美女」（1982年1月5日、KTV） - 雲井
- 柳生新陰流 第8話「江戸に渦まく陰謀」（1982年、東京12ch / 中村プロダクション） - 千勢
- 先生お・み・ご・と!（1982年4月16日 - 10月8日、KTV / 宝塚映画） - 東美保子（養護教師）
- 青春INGS ゆう子とヘレン（1982年 - 1983年、KTV / 宝塚映画） - 北原泰子
- 妻そして女シリーズ / 結婚の資格（1982年9月27日 - 12月24日、MBS）
- 眠狂四郎円月殺法 第10話「無頼子連れ旅必殺剣-府中の巻-」（1983年1月26日、12ch / 歌舞伎座テレビ） - 道中師・おしま
- 木曜ゴールデンドラマ （YTV）
  - 「目撃者ご一報下さい」（1983年7月21日）
  - 「したたかに愛燃えて」（1991年1月24日）
- 土曜ワイド劇場
  - 名探偵雅楽三度登場！幽霊劇場殺人事件（1980年5月3日、ABC） - 松江
  - 京都殺人案内(8)「刑事の娘を襲った悪徳サラ金 三十八年目の殺意」（1983年10月22日、ABC） - 新倉光子
- 暴れん坊将軍シリーズ（ANB / 東映）
  - 吉宗評判記 暴れん坊将軍
    - 第101話「八百万石を担ぐ男」（1980年2月23日） - お雪
    - 第143話「俺は天下の鼻つまみ」（1981年1月10日） - おえん
    - 第202話「ずっこけ勘八功名噺」（1982年3月20日） - いし

  - 暴れん坊将軍II
    - 第10話「泣くな吉宗 大江戸無情」（1983年） - お能
    - 第115話「大奥を盗みに来た女!」（1985年） - 滝川

  - 暴れん坊将軍IV 第27話「大奥の女」（1991年） - 瀬波
  - 暴れん坊将軍VII 第8話「初手柄! おぶんの大奥退治」（1996年） - 菊島
- NHK新大型時代劇 / 真田太平記（1985年4月3日 - 1986年3月19日、NHK） - 鈴木主水の妻・栄子
- 新・部長刑事アーバンポリス24 第19話「単身赴任殺人事件」（1990年6月16日、ABC）
- 東芝日曜劇場 / しつこい先生のおかげです（1991年3月24日、MBS）
- あばれ八州御用旅 第2シリーズ 第15話「炎の地獄に見た人情」（1991年7月19日、TX / ユニオン映画） - おせい
- ドラマスペシャル / 藤山寛美物語〜笑いはいつも涙と夫婦である〜（1991年9月27日、MBS） - クラブのママ・ケイ子
- 名奉行 遠山の金さん（ANB / 東映） ※松方弘樹版
  - 第5シリーズ 第12話「女の斗い!風呂屋乗っ取りの罠」（1993年7月1日） - 元相模屋の後家
  - 第6シリーズ 第4話「米騒動、殺しの尼僧」（1994年7月7日） - 妙心尼
  - 第7シリーズ 第15話「肝っ玉母さんと邪教の女」（1996年2月1日） - お勢
- ドラマ10 / 鳥の歌（1989年、NHK）
- ニュー・三匹が斬る! 第12話「四国八十八ヶ所、命を賭けた夫婦遍路」（1994年4月14日、ANB / 東映） - 千代
- 殿さま風来坊隠れ旅 第8話「治之進、一世一代の恋」（1994年5月21日、ANB / 東映） - おちか
- 鬼平犯科帳 第5シリーズ ※中村吉右衛門版 第13話「駿州・宇津谷峠」 - お徳（1994年7月13日、CX / 松竹）
- 金曜エンタティメント/山村美紗サスペンス・京都千利休謎の殺人事件（1994年７月22日、CX / 東映） - クラブのママ
- 喧嘩屋右近 第3シリーズ 第1話「花のお江戸でよろずもめごと引き受け候 女房の取り戻し方教えます」（1994年10月7日、TX / 松竹） - 大奥御年寄・滝沢
- 連続テレビ小説 / あすか第71回（1999年、NHK）
- ドラマスペシャル / 人間の証明（2017年4月2日、ANB / 東映） - 凛泉館先代女将
- ザ・プレミアム / 京都人の密かな愉しみ Blue修業中（NHK BSプレミアム）
  - 送る夏（2017年9月30日）
  - ボクらの師匠編（2018年1月30日）

### 映画
- 不敵なあいつ（1966年10月8日、日活） - 峯原京子
- 炎のごとく（1981年5月9日、大和新社） - おつね

### オリジナルビデオ
- マル暴株式会社2-組織戦略編-
- おんな犯科帳〜江戸拷問刑罰抄〜
- 新・第三の極道V-裏盃の逆襲- (1997年)

### CM
- ダイヤ交通

### 舞台
- 司葉子・市川海老蔵初顔合せ「江島生島」（1983年10月、中座） -　六代将軍家宣の側室・月光院
- 京唄子特別公演「通天閣高い」（1988年、中座）
- 大塩平八郎の乱・天満の子守歌
- 八月喜劇夏祭り（2014年8月、京都南座）